# BRDC International Trophy
Il BRDC International Trophy è un premio annualmente attribuito dall'associazione dei piloti britannici (British Racing Drivers Club - BRDC) al vincitore di una gara automobilistica che si corre sul circuito di Silverstone.
Il premio venne creato nel 1949, all'epoca aperto a tutte le vetture di Formula 1. Riprendeva un'iniziativa già esistente negli anni trenta, ma disputata però sul circuito di Brooklands. Fu la prima gara che si disputò utilizzando le strade perimetrali dell'aeroporto e non la pista interna.
Col tempo divenne un tradizionale appuntamento motoristico, anche se escluso dal campionato del mondo, così come la Race of Champions, che si disputava a Brands Hatch. Spesso posto in calendario in primavera, poco prima della disputa dei Gran Premi europei, era aperto anche alla partecipazione di vetture di Formula 2.
Dal 1979, il trofeo venne riservato solo alle vetture di Formula 2 e, in seguito, alla Formula 3000.
Dal 2005 il trofeo è stato riservato al vincitore di una gara disputata con vetture storiche di Formula 1, effettuata nel corso dell'annuale meeting per auto storiche che si tiene a Silverstone.

## Albo d'Oro

### Formula 1
| anno | pilota                | vettura        | resoconto |
| ---- | --------------------- | -------------- | --------- |
| 1949 | Alberto Ascari        | Ferrari        | Resoconto |
| 1950 | Nino Farina           | Alfa Romeo     | Resoconto |
| 1951 | Reg Parnell           | Ferrari        | Resoconto |
| 1952 | Lance Macklin         | HWM-Alta       | Resoconto |
| 1953 | Mike Hawthorn         | Ferrari        | Resoconto |
| 1954 | José Froilán González | Ferrari        | Resoconto |
| 1955 | Peter Collins         | Maserati       | Resoconto |
| 1956 | Stirling Moss         | Vanwall        | Resoconto |
| 1957 | Jean Behra            | BRM            | Resoconto |
| 1958 | Peter Collins         | Ferrari        | Resoconto |
| 1959 | Jack Brabham          | Cooper-Climax  | Resoconto |
| 1960 | Innes Ireland         | Lotus-Climax   | Resoconto |
| 1961 | Stirling Moss         | Cooper-Climax  | Resoconto |
| 1962 | Graham Hill           | BRM            | Resoconto |
| 1963 | Jim Clark             | Lotus-Climax   | Resoconto |
| 1964 | Jack Brabham          | Brabham-Climax | Resoconto |
| 1965 | Jackie Stewart        | BRM            | Resoconto |
| 1966 | Jack Brabham          | Brabham-Repco  | Resoconto |
| 1967 | Mike Parkes           | Ferrari        | Resoconto |
| 1968 | Denny Hulme           | McLaren-Ford   | Resoconto |
| 1969 | Jack Brabham          | Brabham-Ford   | Resoconto |
| 1970 | Chris Amon            | March-Ford     | Resoconto |
| 1971 | Graham Hill           | Brabham-Ford   | Resoconto |
| 1972 | Emerson Fittipaldi    | Lotus-Ford     | Resoconto |
| 1973 | Jackie Stewart        | Tyrrell-Ford   | Resoconto |
| 1974 | James Hunt            | Hesketh-Ford   | Resoconto |
| 1975 | Niki Lauda            | Ferrari        | Resoconto |
| 1976 | James Hunt            | McLaren-Ford   | Resoconto |
| 1978 | Keke Rosberg          | Theodore-Ford  | Resoconto |

### Formula 2
| anno | pilota         | vettura      |
| ---- | -------------- | ------------ |
| 1975 | Michel Leclère | March-BMW    |
| 1977 | René Arnoux    | Renault      |
| 1979 | Eddie Cheever  | Osella-BMW   |
| 1980 | Derek Warwick  | Toleman-Hart |
| 1981 | Mike Thackwell | Ralt-Honda   |
| 1982 | Stefan Bellof  | Maurer-BMW   |
| 1983 | Beppe Gabbiani | March-BMW    |
| 1984 | Mike Thackwell | Ralt-Honda   |